# Ragenold van Roucy
Ragenold van Roucy (ca. 905 – 10 mei 967), was een Vikingenaanvoerder die graaf van Roucy werd. 
Ragenold was een aanvoerder van een Vikingleger, dat in 943 koning Lodewijk IV van Frankrijk steunde in zijn strijd tegen Herbert II van Vermandois. In 945 werd hij beleend met Roucy en bestuurde hij ook het graafschap Sens. In 946 werd hij ook graaf van Reims en twee jaar later bouwde hij een kasteel in Roucy. Rond 950 was hij betrokken bij de stichting van een abdij in Charlieu. In 954 zwoer hij trouw aan koning Lotharius van Frankrijk en vergezelde hem in 955 naar Aquitanië. Ragenold is begraven in het klooster van Saint-Remi te Reims. 
Ragenold trouwde omstreeks 945 met Alberada (ca. 930 - 15 maart 973), dochter van Giselbert II van Maasgouw en Gerberga van Saksen, en stiefdochter van Lodewijk. Zij kregen de volgende kinderen:
- Ermentrudis van Roucy, (ovl. 5 oktober, ca. 1003), in haar eerste huwelijk getrouwd met Alberik II van Mâcon, in haar tweede huwelijk met Otto Willem van Bourgondië
- Giselbert, (ca. 956 - 991/1000), graaf van Roucy en burggraaf van Reims, trouwde met een onbekende vrouw van hoge Aquitaanse adel, volgens sommige bronnen dochter van Willem III van Aquitanië en Adelheid van Normandië, steunde wisselend Hugo Capet en Karel van Neder-Lotharingen.
- onbekende dochter, getrouwd met Fromond van Sens
- Bruno, (ca. 955 - 29 januari 1016), bisschop van Langres